# Paul Vincent Dudley
Paul Vincent Dudley (Northfield, 29 novembre 1926 – Saint Paul, 20 novembre 2006) è stato un vescovo cattolico statunitense.

## Biografia
Monsignor Paul Vincent Dudley nacque a Northfield, Minnesota, il 29 novembre 1926 ed era il decimo figlio di Edward Austin Dudley e Margaret Ann (nata Nolan).

### Formazione e ministero sacerdotale
Studiò al Nazareth Hall Preparatory Seminary e al St. Paul Seminary di Saint Paul.
Il 2 giugno 1951 fu ordinato presbitero per l'arcidiocesi di Saint Paul e Minneapolis. In seguito fu vicario parrocchiale della parrocchia dell'Annunciazione a Minneapolis fino al 1964 e vicario parrocchiale della parrocchia di San Patrizio a Saint Paul. Nel 1967 divenne quindi il parroco fondatore della parrocchia di Sant'Edoardo a Bloomington. Nel 1972 venne nominato parroco della parrocchia di Nostra Signora del Lago a Mound.

### Ministero episcopale
Il 9 novembre 1976 da papa Paolo VI lo nominò vescovo ausiliare di Saint Paul e Minneapolis e titolare di Ursona. Ricevette l'ordinazione episcopale il 25 gennaio successivo dall'arcivescovo metropolita di Saint Paul e Minneapolis John Robert Roach, coconsacranti l'arcivescovo emerito di Saint Paul e Minneapolis Leo Binz e il vescovo ausiliare della stessa arcidiocesi James Richard Ham.
Oltre ai doveri episcopali fu parroco della parrocchia di San Giacomo a Saint Paul dal 1977 al 1978.
Il 6 novembre 1978 papa Giovanni Paolo II lo nominò vescovo di Sioux Falls. Questa fu la prima nomina episcopale negli Stati Uniti d'America effettuata da papa Giovanni Paolo II che era stato eletto il precedente ottobre. Prese possesso della diocesi il 13 dicembre successivo. Durante il suo episcopato monsignor Dudley sviluppò diversi ministeri ecumenici e per il servizio ai poveri e favorì molti programmi di ritiro spirituale. Era attivo in organizzazioni pro-life come Minnesota Citizens Concerned for Life, Total Life Care, and Prolife Across America. Fu moderatore episcopale per Worldwide Marriage Encounter e per Teens Encounter Christ. Divenne una figura molto amata tra i cattolici della diocesi e venne descritto come "un uomo santo" e "un vero pastore".
Il 21 marzo 1995 accettò la sua rinuncia al governo pastorale della diocesi. Si ritirò nella fattoria di famiglia a Northfield, dove servì anche come parroco della parrocchia di San Domenico dal 1995 al 1997.
Nel 1999 monsignor Dudley fu accusato di aver abusato sessualmente di due donne negli anni '60 e '70. Tuttavia, le accuse successivamente vennero abbandonate per insufficienza di prove. Nel 2002 venne nuovamente accusato di aver molestato un chierichetto di 11 o 12 anni in quattro diverse occasioni negli anni '50. A seguito di questa accusa, dichiarò: "Respingo totalmente queste accuse, sono brutalmente infondate". Decise inoltre di ritirarsi da "ogni ministero sacerdotale" in attesa della conclusione di un'indagine "a causa della grande pubblicità data ai sacerdoti e ai vescovi accusati di abusi sessuali". Un investigatore indipendente ingaggiato dall'arcidiocesi di Saint Paul e Minneapolis in seguito chiarì le denunce contro Dudley trovandole infondate. Il vescovo più tardi dichiarò: "Il vivere sotto la nuvola di queste accuse è stata una delle più grandi sfide della mia vita, non ho mai perso la fiducia che la verità avrebbe prevalso".
Nel 2006 venne insignito del Distinguished Alumnus Award dal St. Paul Seminary.
Morì al St. Joseph di Saint Paul il 20 novembre 2006 all'età di 79 anni per una malattia ai polmoni. Le esequie si tennero il 29 novembre alle ore 10 nella cattedrale di San Paolo a Saint Paul. È sepolto nella tomba di famiglia nel Calvary Cemetery di Northfield.

## Genealogia episcopale
La genealogia episcopale è:
- Cardinale Scipione Rebiba
- Cardinale Giulio Antonio Santori
- Cardinale Girolamo Bernerio, O.P.
- Arcivescovo Galeazzo Sanvitale
- Cardinale Ludovico Ludovisi
- Cardinale Luigi Caetani
- Cardinale Ulderico Carpegna
- Cardinale Paluzzo Paluzzi Altieri degli Albertoni
- Papa Benedetto XIII
- Papa Benedetto XIV
- Cardinale Enrico Enriquez
- Arcivescovo Manuel Quintano Bonifaz
- Cardinale Buenaventura Córdoba Espinosa de la Cerda
- Cardinale Giuseppe Maria Doria Pamphilj
- Papa Pio VIII
- Papa Pio IX
- Cardinale Alessandro Franchi
- Cardinale Giovanni Simeoni
- Cardinale Antonio Agliardi
- Cardinale Basilio Pompilj
- Cardinale Adeodato Piazza, O.C.D.
- Arcivescovo Luigi Raimondi
- Arcivescovo John Robert Roach
- Vescovo Paul Vincent Dudley